# ActivityPub

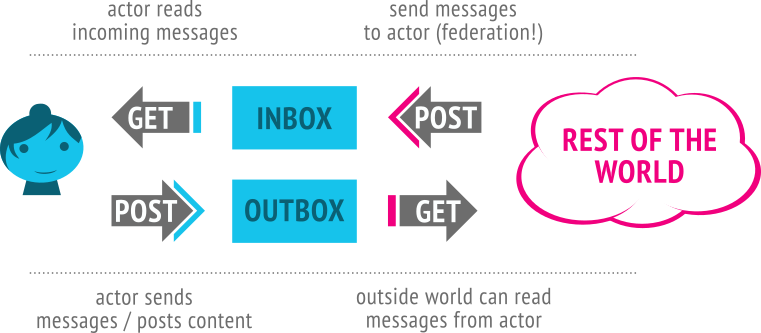
Механіка

ActivityPub — це відкритий, децентралізований протокол соціальної мережі, заснований на Pump.io`s ActivityPump протоколі. Він надає клієнт-серверний API для створення, оновлення та видалення контенту, а також федеративний сервер-серверний API для доставки сповіщень та контенту.

## Статус проєкту
ActivityPub — це стандарт для Інтернету в групі соціальних веб-мереж Консорціуму Всесвітньої павутини (W3C). Співавтором стандарту є Еван Продрому (Evan Prodromou), творець мережі StatusNet (зараз відома як GNU social). На попередньому етапі протокол називався «ActivityPump», але було вирішено, що «ActivityPub» краще відображає мету перехресної публікації протоколу. Це було зроблено на основі досвіду роботи зі старішим стандартом під назвою OStatus.
У січні 2018 року World Wide Web Consortium (W3C) опублікував стандарт ActivityPub як рекомендацію.
Група соціальної спільноти W3C організовує щорічну безкоштовну конференцію під назвою ActivityPub Conf, присвячену майбутньому ActivityPub.
Колишній менеджер спільноти Diaspora Шон Тіллі написав статтю, в якій припускає, що протоколи ActivityPub можуть з часом забезпечити спосіб об'єднання інтернет-платформ.

## Відомі реалізації протоколу

### Федеративний (server-to-server) протокол
- Friendica, програмне забезпечення для соціальних мереж, реалізоване ActivityPub у версії 2019.01[10].
- Libervia (у бета-версії з 2022)[11].
- Mastodon, програмне забезпечення для соціальних мереж, що реалізує ActivityPub у версії 1.6, випущеній 10 вересня 2017 року. Передбачається, що ActivityPub забезпечує більшу безпеку приватних повідомлень, ніж попередній протокол OStatus[12].
- Micro.blog, соціальна мережа для ведення блогів, мікроблогів, хостингу подкастів та фотоблогів, у 2018 році додала підтримку ActivityPub[13]. Поглиблення інтеграції з Fediverse тривало на Micro.blog з жовтня 2022 року, для нових користувачів ActivityPub вмикається за замовчуванням[14]. Творець Micro.blog, Мантон Рис, має розділ у своїй книзі «Інді-мікроблогінг»[15], де він обговорює Activitypub.
- Nextcloud, федеративний сервіс для файлового хостингу[16][17].
- PeerTube, федеративний сервіс для потокового відео[12].
- Pixelfed, частина програмного забезпечення соціальної мережі, яка нагадує Instagram, є програмним сервісом, що реалізує ActivityPub[18].
- Pleroma, полегшений сервер fediverse, який реалізує ActivityPub з першого релізу[19].
- У листопаді 2022 року Tumblr оголосив, що додасть підтримку ActivityPub[20].
- Lemmy та Kbin — це програмні забезпечення для запуску агрегаторів новин і дискусійних форумів у стилі Reddit. Будь-який екземпляр може використовувати ActivityPub для взаємодії з іншими форумами та формування об’єднаної соціальної мережі.[21][22]